# Limnophora somereni
Limnophora somereni är en tvåvingeart som beskrevs av Fritz Isidore van Emden 1951. Limnophora somereni ingår i släktet Limnophora och familjen husflugor. Inga underarter finns listade i Catalogue of Life.